# Gustav Angelo Venth
Gustav Angelo Venth (* 6. Mai 1848 in Aachen; † 13. April 1903 in Aachen) war ein deutscher Bildhauer und Gewerbeschullehrer.

## Leben und Wirken
Gustav Angelo Venth war der Sohn des Aachener Porträt- und Historienmalers Aloys Hubert Michael Venth und der Adelheid Beckers. Von 1866 bis 1872 war er Schüler in der Bildhauerwerkstatt von Gottfried Götting. Zwischenzeitlich beteiligte er sich in den Jahren 1870/71 an Modellierübungen an der Technischen Hochschule. Von 1872 bis 1877 übernahm ihn die Bildhauerwerkstatt von Wilhelm Pohl (1841–1909) als Gehilfe. Ab 1877 ließ sich Venth schließlich als selbständiger Bildhauer nieder.
Im Jahr 1886 gehörte Venth zu den Gründern der gewerblichen Schulen in Aachen, die er zusammen mit dem 1902 verstorbenen Direktor Joseph Spennrath aufbaute. Seit 1986 trägt diese Institution den Namen des Architekten Mies van der Rohe, welcher im Jahr 1900 Schüler dieser gewerblichen Tagesschule war. Sowohl hier als auch an der Aachener Zeichen- und Kunstgewerbeschule war Venth als Lehrer tätig.
Darüber hinaus engagierte sich Venth in vielfacher Weise ehrenamtlich und war unter anderem Mitglied des katholischen Bürger- und Wahl-Vereins Constantia, des 1839 gegründeten Männergesangsvereins Concordia, der katholischen Vereinigung Handwerkerwohl und des katholischen Bürgervereins der Pfarre St. Jakob in Aachen.
Gustav Angelo Venth war verheiratet mit Maria Venth, geborene Errens. Er erlitt im Alter von 55 Jahren einen Gehirnschlag und fand seine letzte Ruhestätte auf dem Westfriedhof II in Aachen.

## Werke

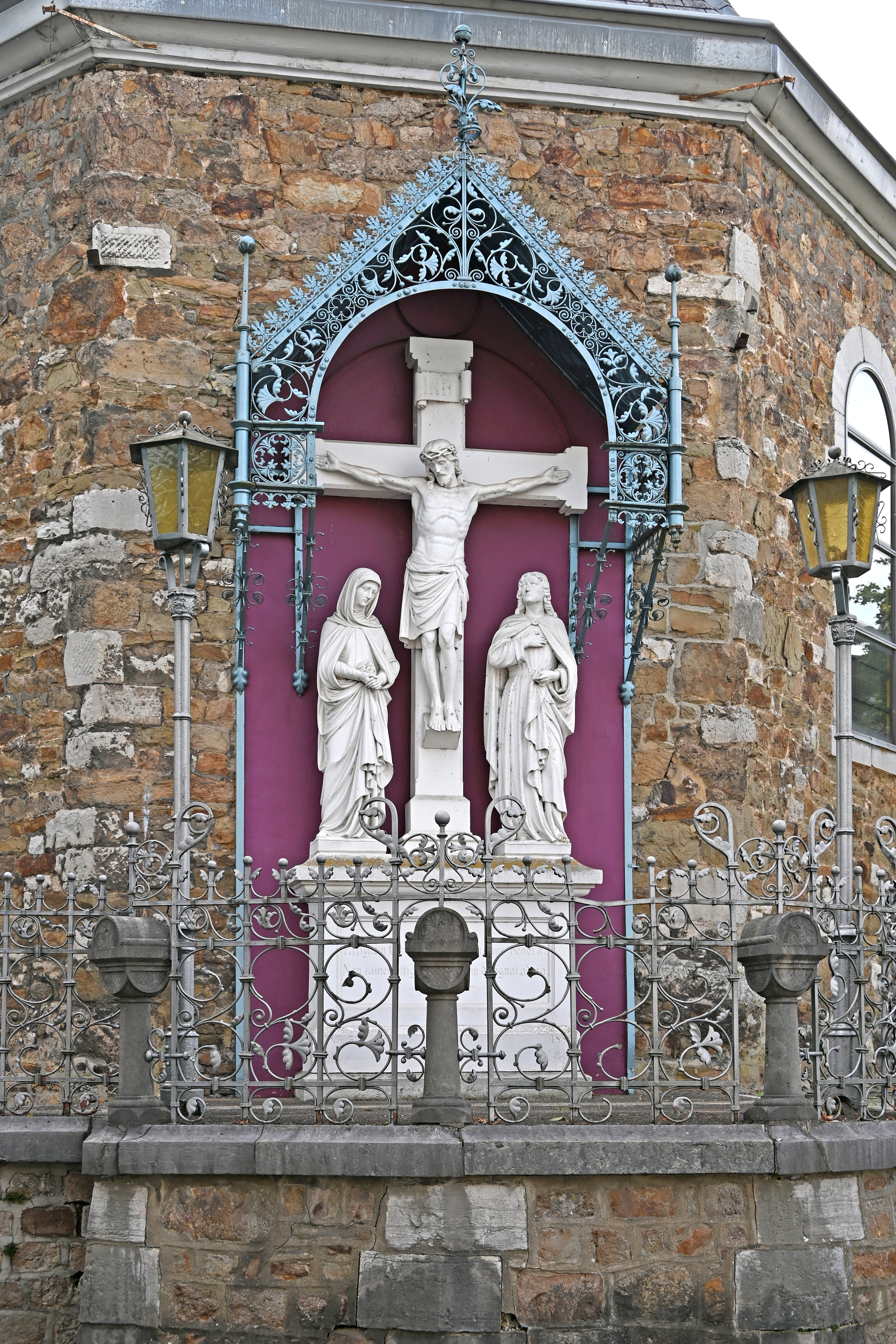
Golgatha-Skulptur Bergkapelle Eupen

- 1878 blockförmiger, dorischer Grabaltar mit Urnen-Darstellung aus Sandstein für die Grabstätte der Familie Carl Schreiber auf dem Aachener Ostfriedhof[3]
- 1881 zwei Modelle für den Wettbewerb der Fassadenfiguren des Aachener Rathauses, unausgeführt
- 1885 Golgotha-Skulpturen, Bergkapelle in Eupen.[4]
- 1890 Jakobusskulptur mit Pilgerstab und Jakobsmuschel im unteren Querhaus von St. Jakob (Aachen)
- 1894 Heilige Familie Figurengruppe nach dem Gemälde von Franz Ittenbach, von dem Aachener Maler Wirth gefasst, Heiligkreuz (Aachen)[5]
- Heilige Familie, Hl. Dominikus,
- Maria mit Kind, Hl. Joseph, Skulpturen in der Kapelle Enthauptung Johannes des Täufers (Eupen).[6]
- Madonna mit Kind, St. Peter (Aachen). Die monumentale Steinskulptur ist ursprgl. auf Untersicht als Portalskulptur gearbeitet. Heute befindet sie sich im inneren Bereich des südlichen Eingangs.[7]
- Antoniusfigur, Holzskulptur in St. Peter Aachen.[8]
- Thronende Marienfigur zwischen zwei Aposteln, Westportal St. Paul in Aachen, verschollen
- Marienstatue rechter Seitenaltar in St. Peter, Aachen
- 1894 Triumphkreuz, St. Jakob in Aachen
- 1900 Anfertigung von drei Statuen für die Rathausfront nach Entwürfen anderer Bildhauer

Philipp von Schwaben nach Entwurf von Mohr a.d. J. 1887
Otto II., Entwurf Renard 1882
Lothar von Supplinburg, Entwurf Werres 1882